# De Wilgen
De Wilgen (Fries: De Wylgen) is een dorp in de gemeente Smallingerland, in de Nederlandse provincie Friesland. De Wilgen ligt iets ten westen van Drachten en ten noorden van Boornbergum. In 2023 telde het 670 inwoners. De vereniging Plaatselijk Belang De Wilgen, Smalle Ee en Buitenstvallaat werd in 1948 opgericht.

## Geschiedenis

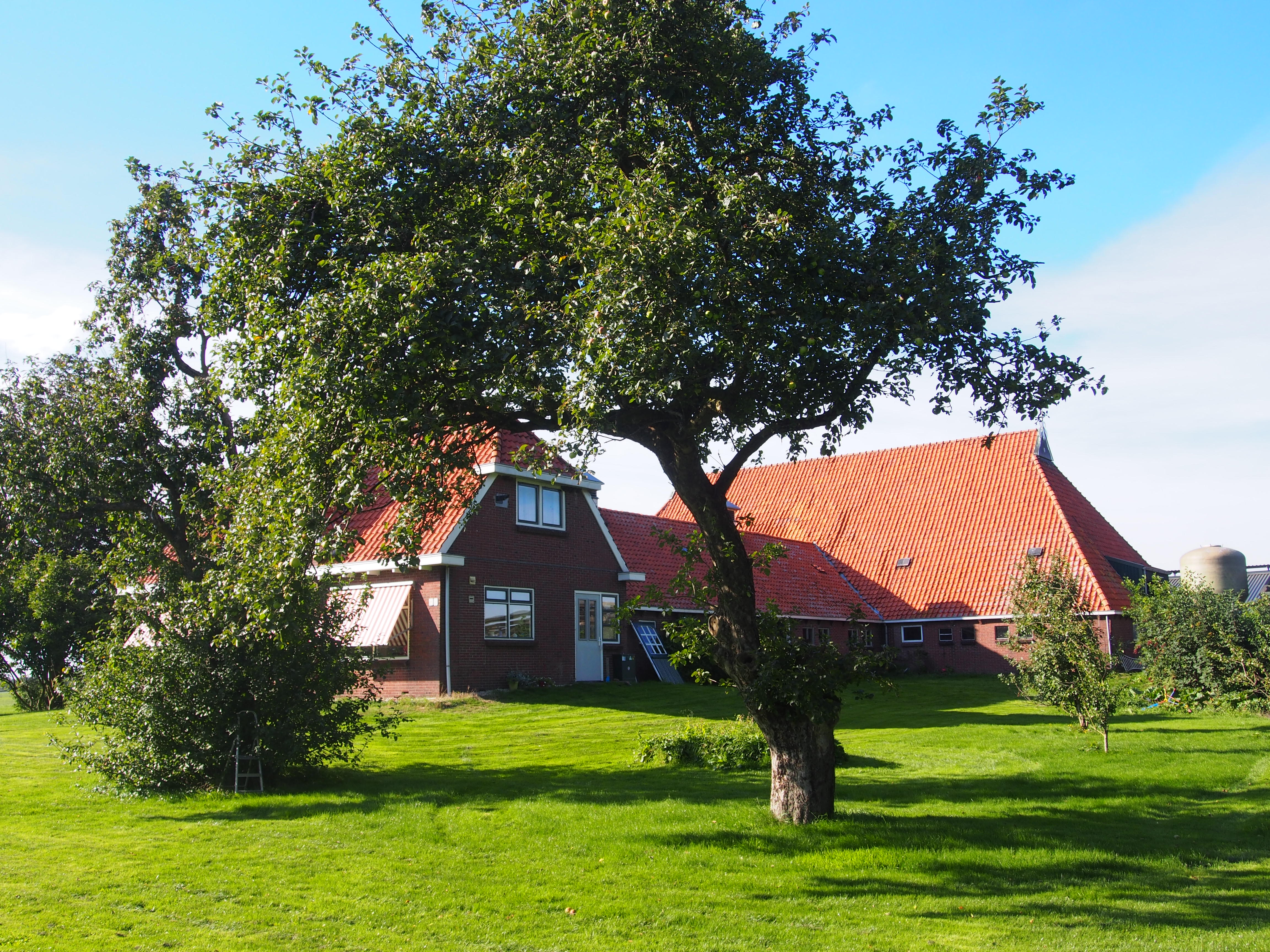
Boerderij in De Wilgen

Het dorp was lang een buurtschap van verspreide boerderijen en viel onder Boornbergum. In 1580 werd de plaats al vermeld als De Wilgen. De plaatsnaam zou verwijzen naar het feit dat er veel wilgenbomen zouden hebben gestaan. De plaats heeft geen kerk gehad. In 1955 kreeg de plaats de dorpsstatus toegekend.
In de jaren 70 werd aan de Nieuwe Drait een kleine jachthaven aangelegd. De waterrijke wijk De Sanding werd begin 21e eeuw aangelegd. Hiervoor moest veel grond worden weggegraven. Het dorpsgebied van de Wilgen werd iets opgerekt om de wijk helemaal in het dorp De Wilgen te laten vallen.

## Sport
De roeivereniging, De Dragt werd in 1981 opgericht.